# Elecciones municipales de 2019 en Aranjuez
Las elecciones municipales de 2019 se celebraron en Aranjuez el domingo 26 de mayo, de acuerdo con el Real Decreto de convocatoria de elecciones locales en España dispuesto el 1 de abril de 2019 y publicado en el Boletín Oficial del Estado el día 2 de abril. Se eligieron los 25 concejales del pleno del Ayuntamiento de Aranjuez, a través de un sistema proporcional (método d'Hondt), con listas cerradas y un umbral electoral del 5 %.

## Candidaturas
En abril de 2019 se publicaron 9 candidaturas, el PSOE con Luis Javier Benito Varas en cabeza, el PP con la exalcaldesa María José Martínez de la Fuente a la cabeza; Acipa  con Jesús Mario Blasco Blanco a la cabeza; Ciudadanos con Nerea Gómez Barrasa a la cabeza; la alianza Unidas Podemos con René Moya León a la cabeza; el partido Vox con Begña Banegas Mora a la cabeza; el grupo municipal Iniciativa por Aranjuez con Juan Carlos Ramírez Panadero en cabeza; el partido Somos Aranjuez con Alfonso Sánchez Menéndez a la cabeza y Actúa-La Izquierda Hoy-Los Verdes con Luis Ramos Rodríguez en cabeza.

## Resultados
Tras las elecciones, el PSOE se proclamó ganador con 8 escaños, uno más que en la anterior legislatura; el PP perdió dos de sus escaños, quedándose con 6 de ellos; Ciudadanos ganó un escaño más al conseguir 3 de los 25; el partido municipal Agrupación Ciudadana Independiente para Aranjuez se mantuvo con 2 escaños en el consistorio al igual que el grupo municipal Iniciativa para Aranjuez; por su parte, Podemos y Vox consiguieron entrar con 2 escaños cada uno al consistorio.
| Candidatura                       | Candidatura                                              | Votos  | %                                       | Escaños                                 |
| --------------------------------- | -------------------------------------------------------- | ------ | --------------------------------------- | --------------------------------------- |
|                                   | Partido Socialista Obrero Español (PSOE)                 | 6776   | 26,27                                   | 8                                       |
|                                   | Partido Popular (PP)                                     | 5361   | 20,78                                   | 6                                       |
|                                   | Ciudadanos-Partido de la Ciudadanía (Cs)                 | 2974   | 11,53                                   | 3                                       |
|                                   | Agrupación Ciudadana Independiente para Aranjuez (Acipa) | 2529   | 9,80                                    | 2                                       |
|                                   | Vox                                                      | 2446   | 9,48                                    | 2                                       |
|                                   | Iniciativa por Aranjuez (In-Par)                         | 2135   | 8,28                                    | 2                                       |
|                                   | Unidas Podemos (UP)                                      | 1974   | 7,65                                    | 2                                       |
|                                   |                                                          |        |                                         |                                         |
| Somos Más Aranjuez                | Somos Más Aranjuez                                       | 1225   | 4,75                                    | 0                                       |
| Actúa-La Izquierda Hoy-Los Verdes | Actúa-La Izquierda Hoy-Los Verdes                        | 96     | 0,37                                    | 0                                       |
| Votos en blanco                   | Votos en blanco                                          | 281    | 1,09                                    | n/a                                     |
| Votos válidos                     | Votos válidos                                            | 25.516 | 100,00                                  | 25                                      |
| Votos nulos                       | Votos nulos                                              | 228    | Participación: · \| \| 61,86 % \| 3,50% | Participación: · \| \| 61,86 % \| 3,50% |
| Votantes                          | Votantes                                                 | 26.025 | Participación: · \| \| 61,86 % \| 3,50% | Participación: · \| \| 61,86 % \| 3,50% |
| Electores                         | Electores                                                | 42.070 | Participación: · \| \| 61,86 % \| 3,50% | Participación: · \| \| 61,86 % \| 3,50% |
|                                   | 61,86 %                                                  |        |                                         |                                         |

## Concejales electos
| N.º | Nombre                             | Lista | Lista  |
| --- | ---------------------------------- | ----- | ------ |
| 1   | Cristina Moreno Moreno             |       | PSOE   |
| 2   | María Josefa Martínez de la Fuente |       | PP     |
| 3   | Luis Javier Benito Varas           |       | PSOE   |
| 4   | Salvador Enrique Vidosa Flores     |       | Cs     |
| 5   | Míriam Picazo Alonso               |       | PP     |
| 6   | Jesús Mario Blasco Blanco          |       | Acipa  |
| 7   | Begoña Banegas Mora                |       | VOX    |
| 8   | Montserrat García Montalvo         |       | PSOE   |
| 9   | Juan Carlos Ramírez Panadero       |       | In-Par |
| 10  | René Moya León                     |       | UP     |
| 11  | José González Granados             |       | PP     |
| 12  | David Estrada Ballesteros          |       | PSOE   |
| 13  | Nerea Gómez Barrasa                |       | Cs     |
| 14  | Laura Hernández Orden              |       | PSOE   |
| 15  | María Mercedes Rico Téllez         |       | PP     |
| 16  | José María Belmonte Atienza        |       | Acipa  |
| 17  | Inmaculada Villodre Alfaro         |       | VOX    |
| 18  | José María Cermeño Terol           |       | PSOE   |
| 19  | Miguel Gómez Herrero               |       | PP     |
| 20  | María Inmaculada Cárdenas Rivera   |       | In-Par |
| 21  | Diego López de las Hazas González  |       | Cs     |
| 22  | Ricardo Agredano Lanzas            |       | UP     |
| 23  | María Elena Lara Andújar           |       | PSOE   |
| 24  | Belén Barcala del Pozo             |       | PP     |
| 25  | Óscar Blanco Hortet                |       | PSOE   |